# Amores urbanos
Amores urbanos, est une telenovela chilienne diffusée en 2003-2004 par MEGA.

## Distribution
- Carla Jara - Constanza "Coni" Saavedra
- Sergio Aguirre - Julio
- Philippe Trillat - Milo
- Karen Bejarano - Kiara
- Monserrat Torrent - Florencia
- Cecilia Cucurella - Laura
- Sebastián Dahm - Luis "Lucho"
- Adriano Castillo - Salvatore
- Pía Ciccero - Flaca
- Gerardo del Lago - Matías
- Oscar Garcés - Cristóbal
- Rodrigo González - Juan "Juancho" Antonio
- César Arredondo
- María Isabel Indo - Patricia "Paty"
- Gabriela Medina - Leticia
- Rony Munizaga - Nicolás
- Elena Muñoz - Alicia
- León Murillo - Roberto "El Bola 8"
- Sebastián Holthever
- Catalina Palacios - Isidora
- Nicole Pérez - Mitzi
- Rosemary Segura - Javiera
- Osvaldo Silva - Bernardo
- Alexander Urcullu - Manolo
- Roberto Vander - Carlos